# Magnus Vasa

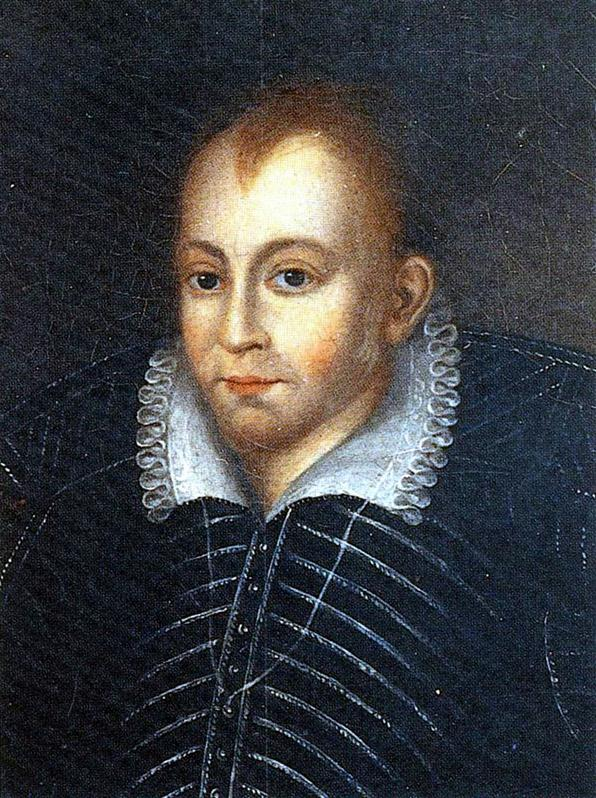
Ritratto del principe Magnus Vasa di Svezia

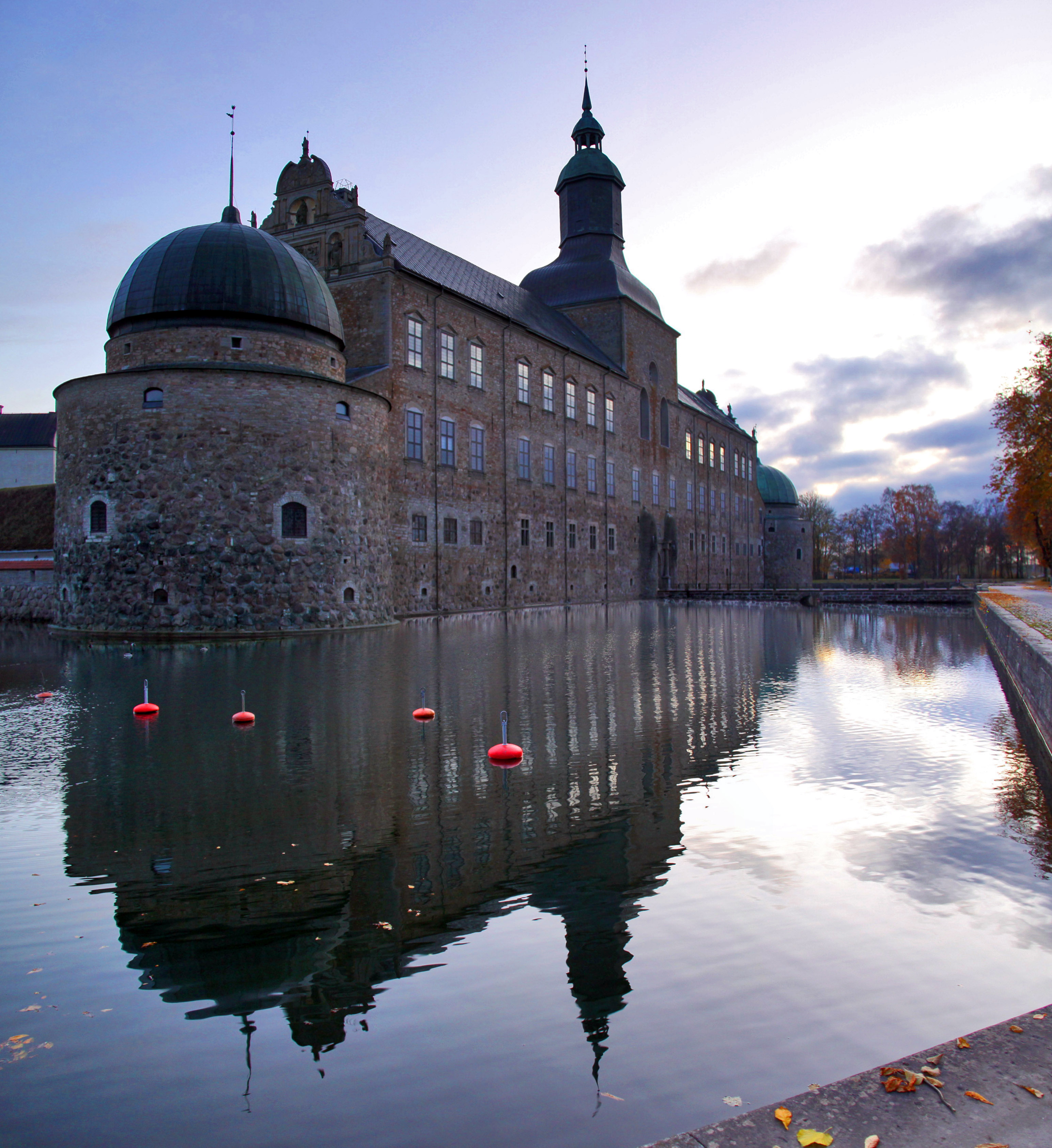
Il castello di Vadstena

Magnus Vasa (25 luglio 1542 – Kungsbro, 26 giugno 1595) è stato un principe svedese duca di Östergötland.

## Biografia
Era figlio di Gustavo I di Svezia e della seconda moglie Margherita Leijonhufvud.
Era affetto da un disturbo mentale, di cui non si conoscono né la natura né le cause. Ci sono diverse storie popolari che riguardano il duca: si narra che un giorno vide una sirena nel fossato del castello, si gettò dalla finestra e rischiò di morire affogato. Nel 1563, in effetti, cadde nel fossato durante i lavori per la costruzione del ponte levatoio del castello.
Visse per tutta la vita nel Castello di Vadstena, non si sposò mai ed ebbe tre figli illegittimi.
Dall'amante Valborg Eriksdotter ebbe due figlie:
- Lucrezia (1560-25 marzo 1624), che sposò Cristoforo di Warnstedt;
- Virginia (1561-1573), morta giovane.

Da Anna von Haubitz ebbe:
- Elena (1572-1631), che sposò Wolmar Uexkull.

Fu duca di Östergötland dal 1555 fino alla morte, avvenuta nel maniero di Kungsbro, vicino Linköping. Venne sepolto presso il monastero delle brigidine di Vadstena.

## Ascendenza
|                               |                                   |                                  | Genitori                     |  |  | Nonni |  |  | Bisnonni                 |  |  | Trisnonni            |  |
|                               |                                   |                                  |                              |  |  |       |  |  | Johan Kristiernsson Vasa |  |  | Krister Nilsson Vasa |  |
|                               |                                   |                                  |                              |  |  |       |  |  | Johan Kristiernsson Vasa |  |  | Krister Nilsson Vasa |  |
|                               |                                   | Margareta Eriksdotter Krummedige |                              |  |  |       |  |  | Johan Kristiernsson Vasa |  |  |                      |  |
| Erik Johansson Vasa           |                                   |                                  |                              |  |  |       |  |  | Johan Kristiernsson Vasa |  |  |                      |  |
|                               |                                   | Birgitta Gustavsdotter Sture     | Gustav Anundsson Sture       |  |  |       |  |  |                          |  |  |                      |  |
|                               |                                   | Birgitta Gustavsdotter Sture     | Gustav Anundsson Sture       |  |  |       |  |  |                          |  |  |                      |  |
|                               |                                   | Birgitta Gustavsdotter Sture     | Birgitta Stensdotter Bielke  |  |  |       |  |  |                          |  |  |                      |  |
| Gustavo I di Svezia           |                                   | Birgitta Gustavsdotter Sture     |                              |  |  |       |  |  |                          |  |  |                      |  |
|                               |                                   | Måns Karlsson Eka                | Karl Magnusson Eka           |  |  |       |  |  |                          |  |  |                      |  |
|                               |                                   | Måns Karlsson Eka                | Karl Magnusson Eka           |  |  |       |  |  |                          |  |  |                      |  |
|                               |                                   | Måns Karlsson Eka                | Birgitta Arentsdotter Pinnow |  |  |       |  |  |                          |  |  |                      |  |
| Cecilia Månsdotter Eka        |                                   | Måns Karlsson Eka                |                              |  |  |       |  |  |                          |  |  |                      |  |
|                               |                                   | Sigrid Eskilsdotter Banér        | Eskil Isaksson Banér         |  |  |       |  |  |                          |  |  |                      |  |
|                               |                                   | Sigrid Eskilsdotter Banér        | Eskil Isaksson Banér         |  |  |       |  |  |                          |  |  |                      |  |
|                               |                                   | Sigrid Eskilsdotter Banér        | Cecilia Haraldsdotter Gren   |  |  |       |  |  |                          |  |  |                      |  |
| Magnus Vasa                   |                                   | Sigrid Eskilsdotter Banér        |                              |  |  |       |  |  |                          |  |  |                      |  |
|                               | Abraham Kristiernsson Leijonhuvud | Kristien Leijonhuvud             |                              |  |  |       |  |  |                          |  |  |                      |  |
|                               | Abraham Kristiernsson Leijonhuvud | Kristien Leijonhuvud             |                              |  |  |       |  |  |                          |  |  |                      |  |
|                               | Abraham Kristiernsson Leijonhuvud | …                                |                              |  |  |       |  |  |                          |  |  |                      |  |
| Erik Abrahamsson Leijonhufvud | Abraham Kristiernsson Leijonhuvud |                                  |                              |  |  |       |  |  |                          |  |  |                      |  |
|                               |                                   | Birgitta Månsdotter Natt och Dag | Måns Natt och Dag            |  |  |       |  |  |                          |  |  |                      |  |
|                               |                                   | Birgitta Månsdotter Natt och Dag | Måns Natt och Dag            |  |  |       |  |  |                          |  |  |                      |  |
|                               |                                   | Birgitta Månsdotter Natt och Dag | …                            |  |  |       |  |  |                          |  |  |                      |  |
| Margherita Leijonhufvud       |                                   | Birgitta Månsdotter Natt och Dag |                              |  |  |       |  |  |                          |  |  |                      |  |
|                               |                                   | Erik Karlsson Vasa               | Karl Vasa                    |  |  |       |  |  |                          |  |  |                      |  |
|                               |                                   | Erik Karlsson Vasa               | Karl Vasa                    |  |  |       |  |  |                          |  |  |                      |  |
|                               |                                   | Erik Karlsson Vasa               | …                            |  |  |       |  |  |                          |  |  |                      |  |
| Ebba Eriksdotter Vasa         |                                   | Erik Karlsson Vasa               |                              |  |  |       |  |  |                          |  |  |                      |  |
|                               |                                   | Anna Karlsdotter Vinstorpa       | Karl Vinstorpa               |  |  |       |  |  |                          |  |  |                      |  |
|                               |                                   | Anna Karlsdotter Vinstorpa       | Karl Vinstorpa               |  |  |       |  |  |                          |  |  |                      |  |
|                               |                                   | Anna Karlsdotter Vinstorpa       | …                            |  |  |       |  |  |                          |  |  |                      |  |
|                               |                                   | Anna Karlsdotter Vinstorpa       |                              |  |  |       |  |  |                          |  |  |                      |  |